# Michel Badré
Pour les articles homonymes, voir Badré.
Michel Badré, né le 8 mars 1948 à Colmar, est un haut fonctionnaire français, ingénieur général des ponts, des eaux et des forêts.
En 2022, il préside le débat public sur la construction de nouveaux réacteurs nucléaires.

## Biographie

### Famille et formation
Michel Jean Marie Badré naît le 8 mars 1948 à Colmar du mariage de Louis Badré (1907-2001), ingénieur général des eaux et forêts, et de Thérèze Zeller (1907-2000). Il est le frère cadet de Denis Badré, également ingénieur général des eaux et forêts, homme politique.
De son mariage avec Marie-Françoise Bellier (1947-1981), sont nés un fils et deux filles.
Après des études au lycée Kléber de Strasbourg, Michel Badré intègre en 1967 l'École polytechnique puis l'École nationale des eaux et forêts.
Michel Badré appartient à une famille de forestiers sur plusieurs générations.

### Carrière professionnelle
En 1973, il entre à l'Office national des forêts ; en 1986, il en est nommé directeur régional pour la région Champagne-Ardenne puis en 1992 pour la région Franche-Comté jusqu'en 1997, et directeur général adjoint en 1999. En 2003, il est inspecteur général de l'environnement au ministère de l'Environnement. De 2009 à 2014, il préside l'Autorité environnementale du Conseil général de l'environnement et du développement durable (CGEDD) au ministère de l'Ecologie, du Développement durable, des Transports et du Logement. En 2011, il est nommé vice-président de la Commission des comptes et de l'économie de l'environnement. 

## Responsable de comités et de commissions
En 2015, il entre au Conseil économique, social et environnemental (CESE) dont il est élu vice-président en 2018. En 2016, il est vice-président du comité d'éthique conjoint à l'Institut national de recherche pour l'agriculture, l'alimentation et l'environnement, au Centre de coopération internationale en recherche agronomique pour le développement, à l'Institut français de recherche pour l'exploitation de la mer (Ifremer) et à l'Institut de recherche pour le développement.
Il est en 2017, avec Anne Boquet et Gérard Feldzer, l'un des trois membres de la mission de médiation sur le projet d'aéroport de Notre-Dame-des-Landes.
Il est nommé membre du Comité consultatif national d'éthique pour les sciences de la vie et de la santé (CCNE) par décret du 22 avril 2022 en tant que « chercheur appartenant aux corps des chercheurs titulaires de l'Institut national de la recherche agronomique, sur proposition du président-directeur général de l'Institut national de la recherche agronomique ». 
Il est signataire de la motion de réserve à l'avis 139 du CCNE, portant sur les « questions éthiques relatives aux situations de fin de vie : autonomie et solidarité », qui s'oppose à une évolution législative sur l’aide active à mourir.
Le 6 avril 2022, la Commission nationale du débat public désigne Michel Badré à la présidence de la commission particulière en charge d’organiser le débat public sur le projet de construction de deux réacteurs nucléaires EPR2 sur le site de Penly, dans le cadre du programme de nouveaux réacteurs nucléaires en France. Michel Badré estime qu'« à l'été 2023, le Parlement se prononcera sur la politique énergétique à venir et sur la place de l'énergie nucléaire. Ces choix nous engageront et en particulier les plus jeunes de nos concitoyens, pour des décennies : le débat public sur la construction de nouveaux réacteurs par EDF et RTE doit permettre une large participation du public à l'élaboration de la décision parlementaire »,.

## Distinctions

### Décorations
Le 10 novembre 1998, Michel Badré est nommé au grade de chevalier dans l'ordre national du Mérite au titre de « chargé de mission auprès du directeur général de l'Office national des forêts ; 30 ans de services civils. ».
Le 31 décembre 2005, il est nommé au grade de chevalier dans l'ordre national de la Légion d'honneur au titre de « ancien directeur général d'un office des forêts ; 37 ans de services civils et militaires », puis fait chevalier le 16 mai 2006 et promu au grade d'officier dans l'ordre le 13 juillet 2016 au titre de « membre du Conseil économique, social et environnemental ».

### Grades
Il est nommé dans le grade d'ingénieur général du génie rural, des eaux et des forêts de classe exceptionnelle à compter du 1er juillet 2008.

## Publications
Michel Badré est l'auteur de conférences et de nombreux articles, notamment le chapitre « Transports et environnement » de l'Encyclopædia Universalis. Il a publié dans la revue Études deux articles : en septembre 2015, « Environnement, économie, éthique : qu'est-ce qu'un « bon projet » ? » et en juin 2017 « L'avenir de la fonction publique », dans la revue Alternatives économiques en 2017 « Comment débattre des grands projets ? ».